# نماد دریاها
نماد دریاها یا آیکن‌آو د سیز (انگلیسی: Icon of the Seas) یک کشتی تفریحی است که برای رویال کاریبین اینترنشنال ساخته شده‌است و کشتی اصلی کلاس Icon است. این کشتی در ۲۷ ژانویهٔ ۲۰۲۴ با خروج خود از بندر میامی در ایالات متحده وارد خدمت شد. با ظرفیت ناخالص (تناژ) ۲۴۸٬۶۶۳ (GT)، نماد دریاها بزرگ‌ترین کشتی تفریحی جهان است.

## تاریخچه
در اکتبر ۲۰۱۶، کشتی‌سازی رویال کارائیب و گروه فنلاندی مایر تورکو، دریافت دستور ساخت دو کشتی را با نام پروژه «آیکن» را اعلام کردند.